# Reinhart Heinsdorff
Reinhart Heinsdorff (Rimsting, 22 settembre 1923 – Friedberg, 26 marzo 2002) è stato uno scultore, designer e medaglista tedesco.

## Biografia
Dal 1947 al 1952 Heinsdorff ha studiato pittura all'Accademia di Belle Arti di Monaco di Baviera con Hermann Kaspar. Dal 1953 al 1956 ha studiato progettazione grafica con Edward Ege. Dal 1956 ha lavorato come artista e designer. Dal 1986 al 1991 ha insegnato presso l'Accademia di Belle Arti di Monaco di Baviera.
Heinsdorff ha creato medaglie, dipinti e sculture oltre che al retro delle monete da 10, 20 e 50 centesimi di euro delle monete euro tedesche con la Porta di Brandeburgo. Una parte del suo patrimonio si trova nel museo nel Castello Wittelsbach di Friedberg.